# فروع نصفية للجزء الصدري من الأبهر
الفروع النصفية للجزء الصدري من الأبهر(بالإنجليزية: Mediastinal branches of thoracic part of aorta)‏ هي مجموعة كبيرة من الأوعية الدموية التي تزود الغدد الليمفاوية والأنسجة الأوعية و الأنسجة الهالية الواسعة في المنْصِف